# 10261 Nikdollezhalʹ
10261 Nikdollezhalʹ (1974 QF1) là một tiểu hành tinh vành đai chính được phát hiện ngày 22 tháng 8 năm 1974 bởi L. V. Zhuravleva ở Đài vật lý thiên văn Crimean.